# Anetswil
Anetswil (toponimo tedesco) è una frazione del comune svizzero di Wängi, nel Canton Turgovia (distretto di Münchwilen).

## Storia

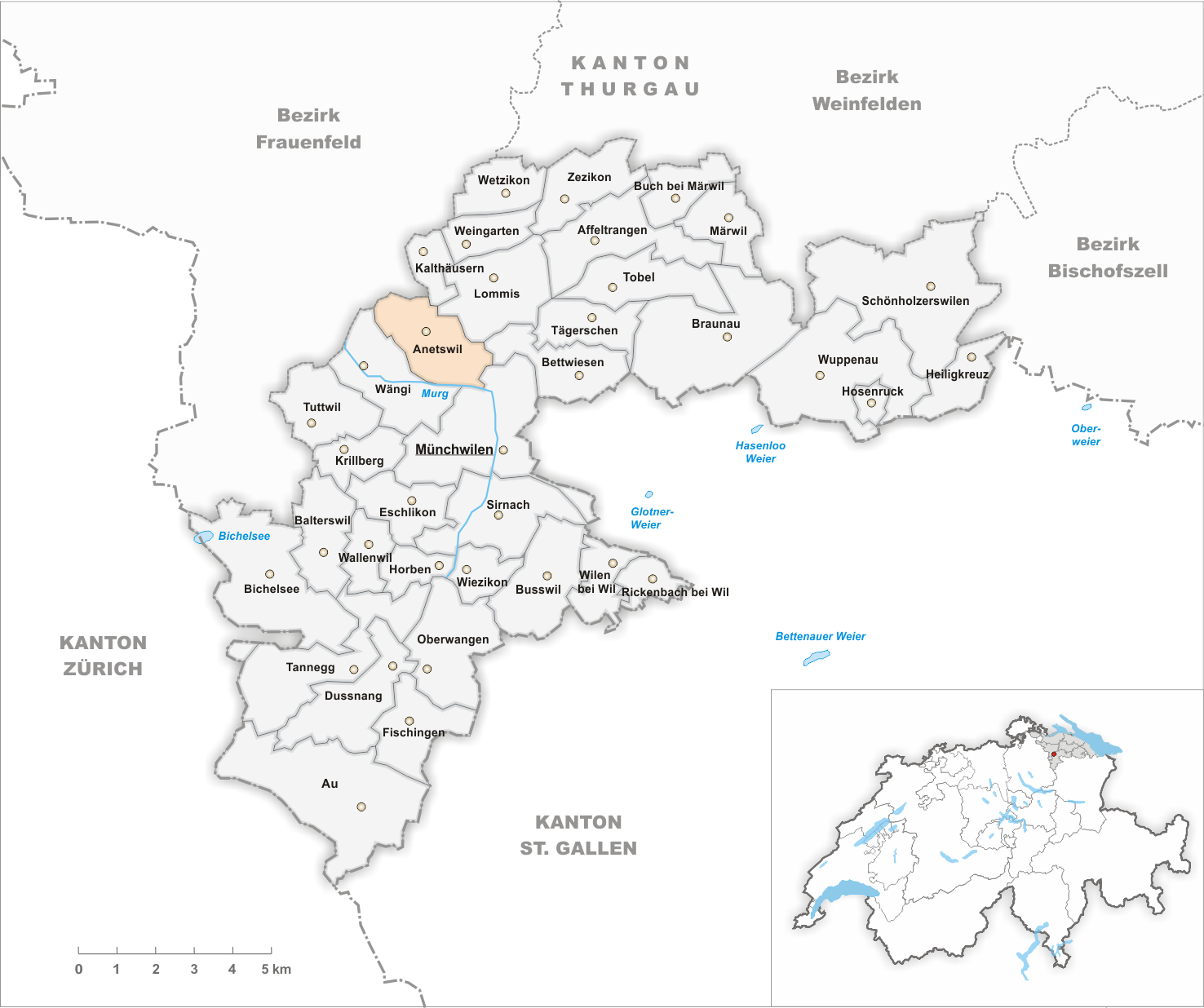
Il territorio del comune di Anetswil prima degli accorpamenti comunali del 1969

Già comune autonomo (Ortsgemeinde) istituito nel 1812, nel 1969 è stato aggregato al comune di Wängi assieme agli altri comuni soppressi di Krillberg e Tuttwil.

## Società

### Evoluzione demografica
L'evoluzione demografica è riportata nella seguente tabella:
Abitanti censiti

## Amministrazione
Ogni famiglia originaria del luogo fa parte del cosiddetto comune patriziale e ha la responsabilità della manutenzione di ogni bene ricadente all'interno dei confini della frazione.